# 京極運輸商事
京極運輸商事株式会社（きょうごくうんゆしょうじ、英: Kyogoku unyu shoji Co.,Ltd.）は、東京都中央区日本橋浜町に本社を置く運送会社である。ENEOSホールディングスの関連会社で、ENEOSの製品輸送を主力としている。

## 事業内容
- 石油製品・化学薬品の輸送
- 港湾運送
- 倉庫の運営
- ドラム缶・容器販売

## 沿革
- 1947年（昭和22年）5月12日 - 株式会社京極社設立。
- 1948年（昭和23年）2月 - ドラム缶製造を開始。
- 1949年（昭和24年）6月 - 通関業を開始。
- 1964年（昭和39年）11月 - 京極運輸商事株式会社に社名変更。
- 1966年（昭和41年）9月 - 株式を店頭登録（現・ジャスダック）
- 1990年（平成2年）7月 - 三菱石油（後に日石三菱→新日本石油→JX日鉱日石エネルギー→JXエネルギー→JXTGエネルギーを経て、現・ENEOS）の関係会社となる。
- 2010年（平成22年）7月 - JXグループの再編に伴い、筆頭株主がJX日鉱日石エネルギーからJXホールディングスに異動。
- 2017年（平成29年）4月 - 筆頭株主のJXホールディングスがJXTGホールディングスに商号変更。
- 2020年（令和2年）6月 - 筆頭株主のJXTGホールディングスがENEOSホールディングスに商号変更。
- 2024年（令和6年）11月 - 名古屋証券取引所メイン市場に上場。

## 事故
- 2007年3月30日、東京都大田区にあるエネオスのガソリンスタンド「Dr.Drive平和島サービスステーション」において、同社の荷卸時の手違いによりレギュラーガソリンに軽油が混入する事故が発生した。[4]